# Садокат
Садока́т (тадж. Садоқат) — село у складі Хатлонської області Таджикистану. Входить до складу Ватанського джамоату Фархорського району.
Назва означає вірність. Колишня назва Хавзако, сучасна назва — з 29 березня 2012 року.
Населення — 1551 особа (2010; 1563 в 2009).